# Fragaria iturupensis
Fragaria iturupensis är en rosväxtart som beskrevs av Günter Staudt. Fragaria iturupensis ingår i släktet smultronsläktet, och familjen rosväxter. Inga underarter finns listade i Catalogue of Life.